# عبد المجيد الدعيج
عبد المجيد إبراهيم الدعيج لاعب كرة قدم سعودي يلعب حالياً في نادي العيون.
كانت بداياته مع نادي النجوم و انتقل إلى التعاون في عام 2015 أعاره نادي التعاون إلى نادي ضمك لمدة 4 أشهر و عاد بعدها إلى نادي النجوم و بعدها لعب مع نادي العيون ونادي الروضة .